# Полковник

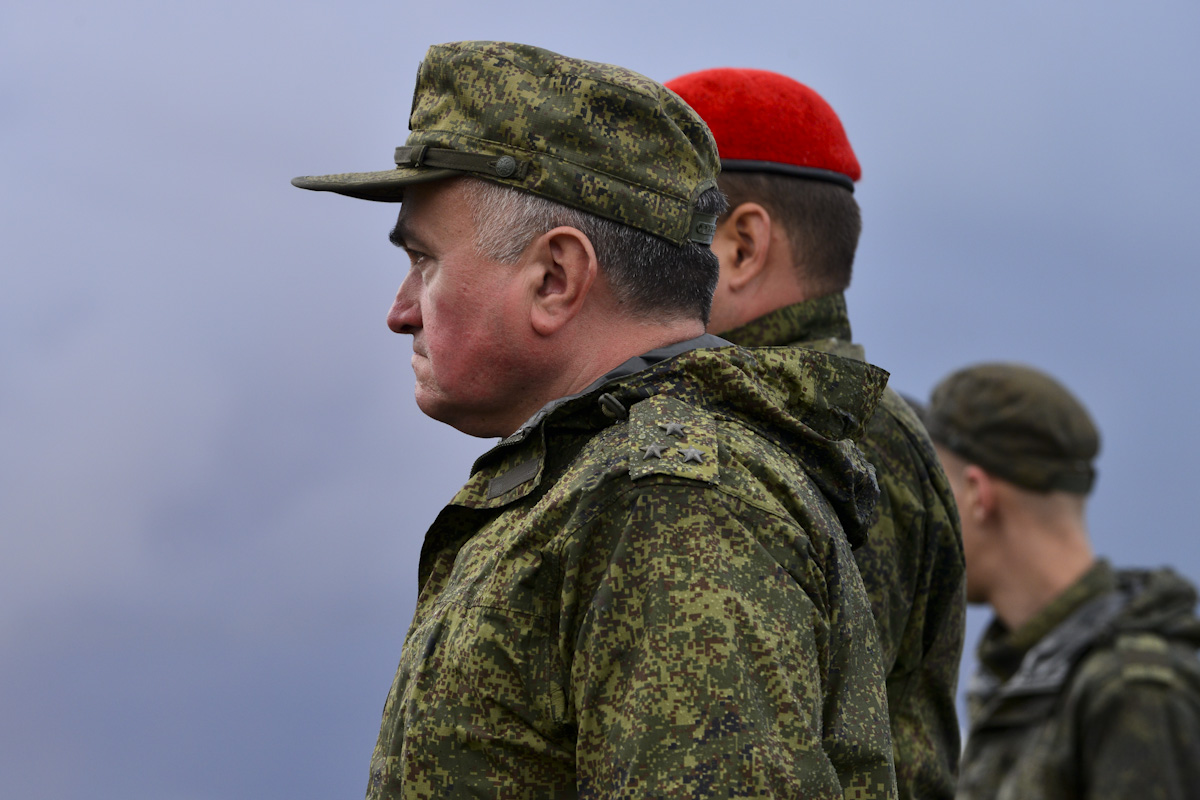
Полковник на сборах военной полиции во Владикавказе.

Полко́вник (от слова полк — возглавляющий полк) — воинское звание (военный чин) старшего офицерского или командного (начальствующего) состава в вооружённых силах и других ведомствах большинства государств мира.
Именуются:
- В ВС Болгарии — Полковник;
- В ВС Чехии и ВС Словакии — plukovník;
- В ВС Польши — pułkownik;
- В ВС Германии (Пруссии), Австрии, Швейцарии, Дании, Норвегии и других государств, взявших за основу прусскую модель военного дела, — оберст (Oberst);
- В ВС Швеции — överste (полковник) и överste av 1:a graden (полковник 1-го класса);
- В ВС Великобритании, США, Канады, Пакистана, Индии и других государствах, взявших за основу англосаксонскую модель военного дела, — colonel;
- В ВС Италии — colonnello;
- В ВС Испании и других испаноязычных государств — coronel;
- В ВС Израиля — алуф мишне (ивр. אלוף משנה‎);
- В ВС Османской империи и Турции — миралай[1] и алайбей[2].

В ВС Монако чин полковника является высшим офицерским званием.

## По государствам

### Россия

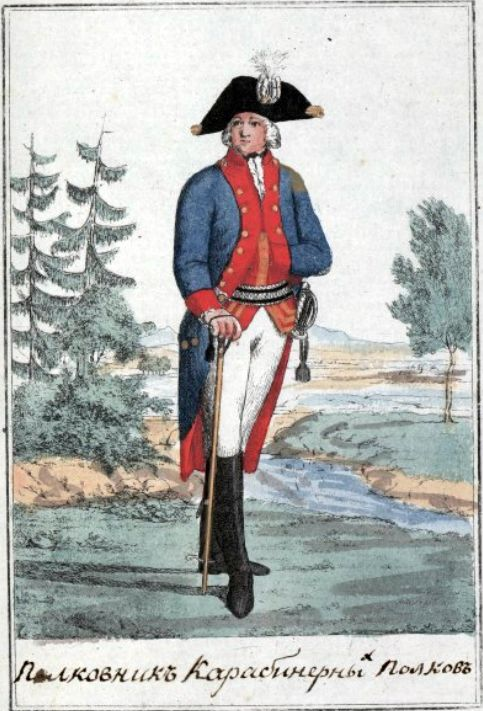
Полковник карабинерных полков русской армии, 1793 год.

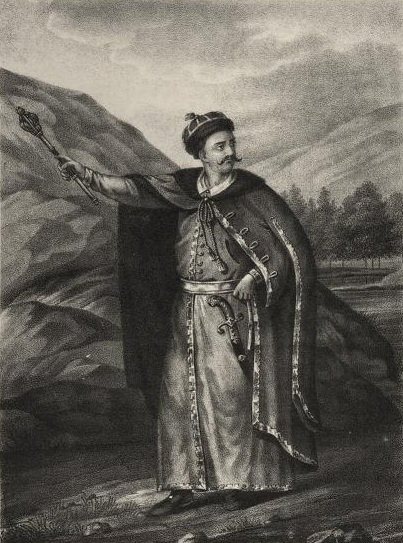
Полковник запорожских казаков, XVII век.

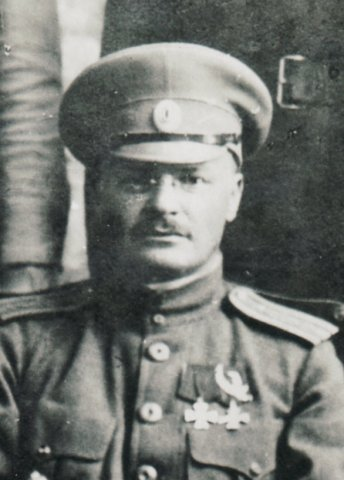
Полковник русской армии М. А. Жебрак-Русанович.

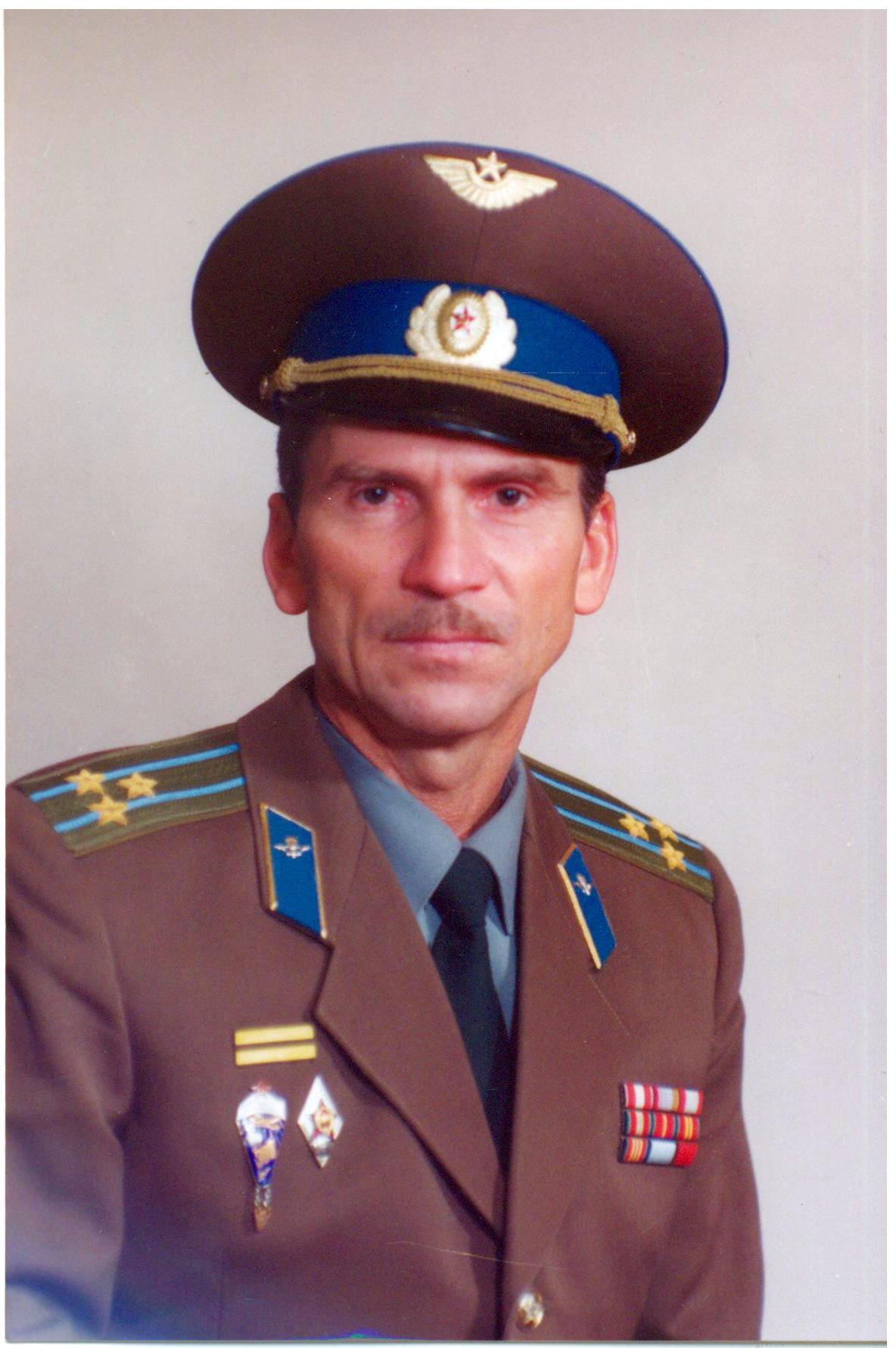
Полковник Л. В. Хабаров во время службы в Прикарпатском военном округе.

Воеводы иногда именовались полковниками, от составных частей (полков) войска, рати (Большой полк).
В стрелецком войске Ивана Грозного была введена должность стрелецкого головы. В 1680 году (в другом источнике — в 1681) было проведено переименование стрелецких голов в полковники, полуголов — в полуполковники, а сотников — в капитаны. С этого же времени старшим стрелецким командирам стал одновременно присваиваться придворный чин стольника, после чего их официальное наименование стало звучать как «стольник и полковник». Этот чин получали опытные командиры, как правило, знатного сословия.
В XVI веке термин «полковник» использовался в России как наименование лиц, командовавших полками. Чин полковника был установлен в России в 30-х годах XVII века для командиров полков «нового строя» (например, рейтарский полковник — командир рейтарского полка, драгунский полковник — командир драгунского полка). После преобразования стрелецких приказов в 1681 году в полки командиры последних также стали именоваться полковниками (вместо прежнего чина «голова»).
Казачий полковник — назывались также командиры иррегулярных полков в казачьих войсках.
В Российской империи согласно Табелю о рангах, учреждённой Петром I в 1722 году, полковник — чин 6-го класса, старший из штаб-офицерских чинов. Давал право на потомственное дворянство (как и флотский чин капитана 1-го ранга). До 1798 года полковники гвардии (гвардейские полковники) располагались в Табели о рангах выше армейских полковников и генералов.
В 1827 году получил в качестве знаков различия чистые (без звёздочек) штаб-офицерские эполеты, в подражание эполетам французского полковника (мода на эполеты пришла в Россию из Франции). С 1854 года знаками различия для полковника стали чистые штаб-офицерские погоны с двумя просветами без звёздочек. Более удобные погоны стали постепенно вытеснять архаичные эполеты.
В вооружённых силах СССР воинское звание полковника введено постановлением ЦИК и СНК СССР от 22 сентября 1935.
В Вооружённых силах Российской Федерации воинское звание «полковник» располагается между званиями подполковника и генерал-майора. В ВМФ званию полковника для офицеров корабельного состава соответствует звание капитана 1-го ранга. Полковник относится (относился) к старшему командному и начальствующему (позже к старшему офицерскому) составу.
Перед воинским званием военнослужащего, проходящего военную службу в гвардейской воинской части, на гвардейском корабле, добавляется слово «гвардии» — гвардии полковник. К воинскому званию военнослужащего, имеющего военно-учётную специальность юридического или медицинского профиля, добавляются соответственно слова «юстиции» или «медицинской службы» — полковник юстиции, полковник медицинской службы. К воинскому званию гражданина, пребывающего в запасе или находящегося в отставке, добавляются соответственно слова «запаса» или «в отставке» — полковник запаса, полковник в отставке.
| Младшее войсковое звание: Подполковник | Полковник | Старшее войсковое звание: Генерал-майор |

### Великобритания,США
В британской армии чин полковника (сolonel) стоит между подполковником (lieutenant colonel) и бригадиром (brigadier). Знаком различия для него служит символ короны святого Эдуарда, под которой продольно расположены две четырёхугольные звёздочки. Эти звёздочки в просторечии называют «pips», а официально — «Bath Stars» — звёзды ордена Бани. Существующий ныне погон был введён в 1855 году (до этого чин полковника обозначался короной и одной звёздочкой).
Знаком различия американского полковника служит серебряный орёл, который, в отличие от орла, расположенного на американском гербе, смотрит в правую (со стороны смотрящего) сторону. Кроме того, полковничий орёл держит стрелы в своей правой лапе, а оливковую ветвь — в левой, а не наоборот, как на гербе.
Знаком различия полковника в армии конфедератов во время Гражданской войны в США служили три звезды, продольно расположенные на воротнике.

### Франция
Во французской королевской армии многие полки со всем их имуществом принадлежали частным лицам (богатым аристократам), которые были обязаны не только осуществлять военное командование, но и содержать и снабжать их, кормить и одевать солдат, а также выплачивать им жалованье. Таких командиров по-французски именовали как сolonel propriétaire, что в официальных документах на русский язык переводилось как полковник и владелец такого-то полка, либо полковник собственного полка такого-то.
Они, как правило, оставались в должности пожизненно, либо до тех пор, пока права собственности на имущество полка не переходили другому владельцу законным путём. В случае отсутствия у полковника собственного полка навыков в военном деле, либо если он не мог осуществлять непосредственное командование по другим причинам, в помощь ему на определённый срок королевским приказом назначался профессиональный военный в должности полковник-командующий (фр. сolonel сommandant). В таком случае должность полковника собственного полка носила скорее почётный характер, что приблизительно соответствовало российскому шефу полка. Однако существенными отличиями шефов Российской императорской армии были отсутствие права собственности на военное имущество, которое было казённым, и генеральский чин.
В современных вооружённых силах Франции полковничье звание обозначается пятью лычками. Между третьей и четвёртой лычками имеется большой пробел.

### Германия,Австрия
В Германии и Австрии аналогичное звание именуется как «оберст» (нем. Oberst). Возникло оно ещё в XVI веке, как обозначение полевого командира иррегулярных военных формирований. Первоначально оно звучало как «оберстер фельдгауптманн» (нем. Oberster Feldhauptmann, «высший полевой начальник»), впоследствии было сокращено до просто «оберст». В период Тридцатилетней войны «оберстами» называли командиров полков, состоявших из 10 фанлейнов. Численность такого полка доходила до 5000 ландскнехтов. Позднее этот чин стали отождествлять с англо-французским понятием colonel, хотя британские и французские «колонели» командовали подразделениями в 1000—1250 человек, и по этой логике прусского «оберста» следовало бы называть бригадиром.
В XIX веке знаком различия полковника прусской армии служил обер-офицерский эполет с двумя четырёхконечными звёздами. В 1888 году эполет ввиду дороговизны и недолговечности заменили на погон, свитый «косичкой» из двойного белого шнура, который с 1903 года стал серебряным. На нём, как и на эполете, было две звезды (а не три, как в современном бундесвере), но располагались они не поперечно, как на эполете, а продольно. Такой погон сохранился в рейхсвере и вермахте, а также в ННА ГДР. Однако в последней на нём уже были три звезды, расположенные треугольником.
В бундесвере звание полковника обозначается тремя продольными серебряными звёздами, под которыми расположен серебряный полувенок, охватывающий нижнюю звезду.

## Знаки различия
В вооружённых силах Российской империи знаками различия должностного положения полковника была статусная трость (см. рисунок в начале статьи), которую он заказывал за свой счёт, его личное вооружение, мундир, шарф, горжет и др. Позже появились эполеты и погоны.

### Российская империя, СССР и Российская Федерация
Образцы знаков различий полковника в Российской империи и СССР (ОФ-5).
| Знаки различия                               | РИА                        | РИА                   | РИА             | РККА                                | РККА             | РККА          | РККА          | РККА     | РККА              | ВС СССР              | ВС СССР               | ВС СССР                   | ВС СССР           |
| -------------------------------------------- | -------------------------- | --------------------- | --------------- | ----------------------------------- | ---------------- | ------------- | ------------- | -------- | ----------------- | -------------------- | --------------------- | ------------------------- | ----------------- |
| Шнур наплечный эполет погоны петличные знаки |                            |                       |                 |                                     |                  |               |               |          |                   |                      |                       |                           |                   |
|                                              |                            |                       |                 |                                     |                  |               |               |          |                   |                      |                       |                           |                   |
|                                              | шнур наплечный (1908—1917) | эполет (образца 1911) | погон (до 1917) | комполка петличный знак (1919—1924) | … CB (1924—1935) | … (1935—1940) | … (1940—1943) | … (1941) | … ВВС (1940—1943) | погон CB (1943—1955) | … полевой (1943—1955) | … парадный СВ (1955—1991) | … ВВС (1955—1991) |

Образцы знаков различия полковника в Российской Федерации (ОФ-5).
| Знаки различия       | ВС РФ          | ВС РФ               | ВС РФ                      | ВС РФ                           | ВС РФ                        | ВС РФ                 | ВС РФ          | ВС РФ        | ВС РФ |      |      |
| -------------------- | -------------- | ------------------- | -------------------------- | ------------------------------- | ---------------------------- | --------------------- | -------------- | ------------ | ----- | ---- | ---- |
| Петличный знак погон |                |                     |                            |                                 |                              |                       |                |              |       |      |      |
|                      | … ВВС (с 2010) | … СВ, РВСН (с 2010) | … Морская авиация (с 2010) | … Береговые войска ВМФ (с 2010) | … пaрадный СВ, РВСН (с 2010) | … полевой (1994—2010) | … полиции СМВЧ | … Росгвардии | МЧС   | ФСИН | ФССП |

## Знаки различия в других армиях
Знаки различия офицера в звании полковника в других армиях:

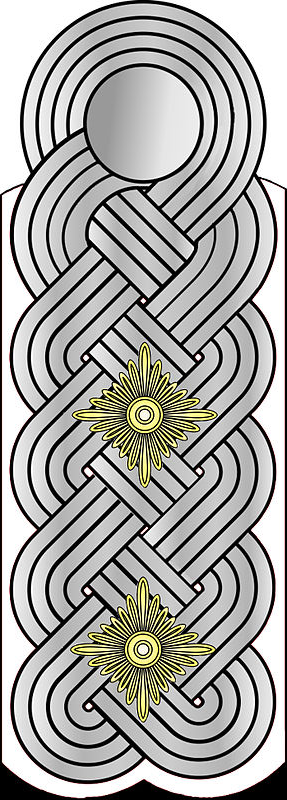
Штандартенфюрер / оберфюрер (ОФ-5) войск СС (нем. Standartenführer / Oberführer der Waffen-SS).
Полковник (нем. Oberst) кайзеровской армии, рейхсвера и вермахта (до 1945), а также Пограничной стражи и Полиции ФРГ (до 1970-х гг.). Цвет подкладки различался по роду войск.
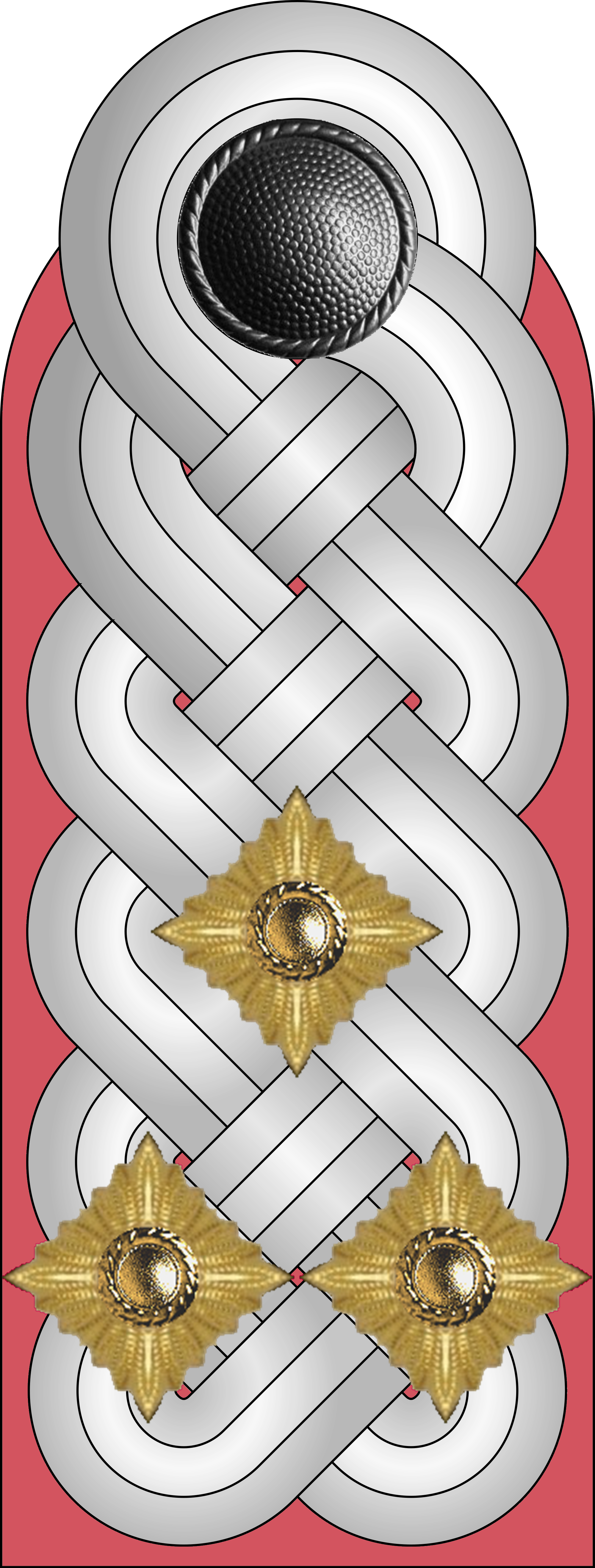
Полковник Национальной народной армии ГДР.
Полковник в генеральном штабе [Oberst im Generalstab (Oberst i.G.)] сухопутных войск бундесвера (ОФ-5).
Полковник (англ. сolonel) армии США.
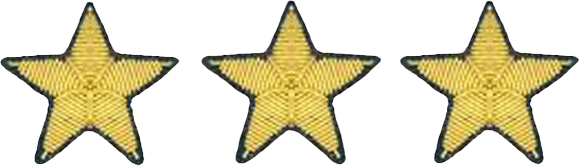
Знаки на воротник полковника армии конфедератов.
Полковник Вооружённых сил Узбекистана.
Полковник Вооружённых сил Кыргызстана.